# Cornier
Cornier település Franciaországban, Haute-Savoie megyében. Lakosainak száma 1468 fő (2022. január 1.). Cornier Amancy, Arenthon, Etaux, Pers-Jussy, La Roche-sur-Foron és Scientrier községekkel határos.

## Népesség
A település népességének változása:
| Lakosok száma | 1226 | 1276 | 1324 | 1333 | 1328 | 1385 | 1385 | 1428 | 1468 |
|               | 2013 | 2015 | 2016 | 2017 | 2018 | 2019 | 2020 | 2021 | 2022 |